# Tadamitsu Kishimoto

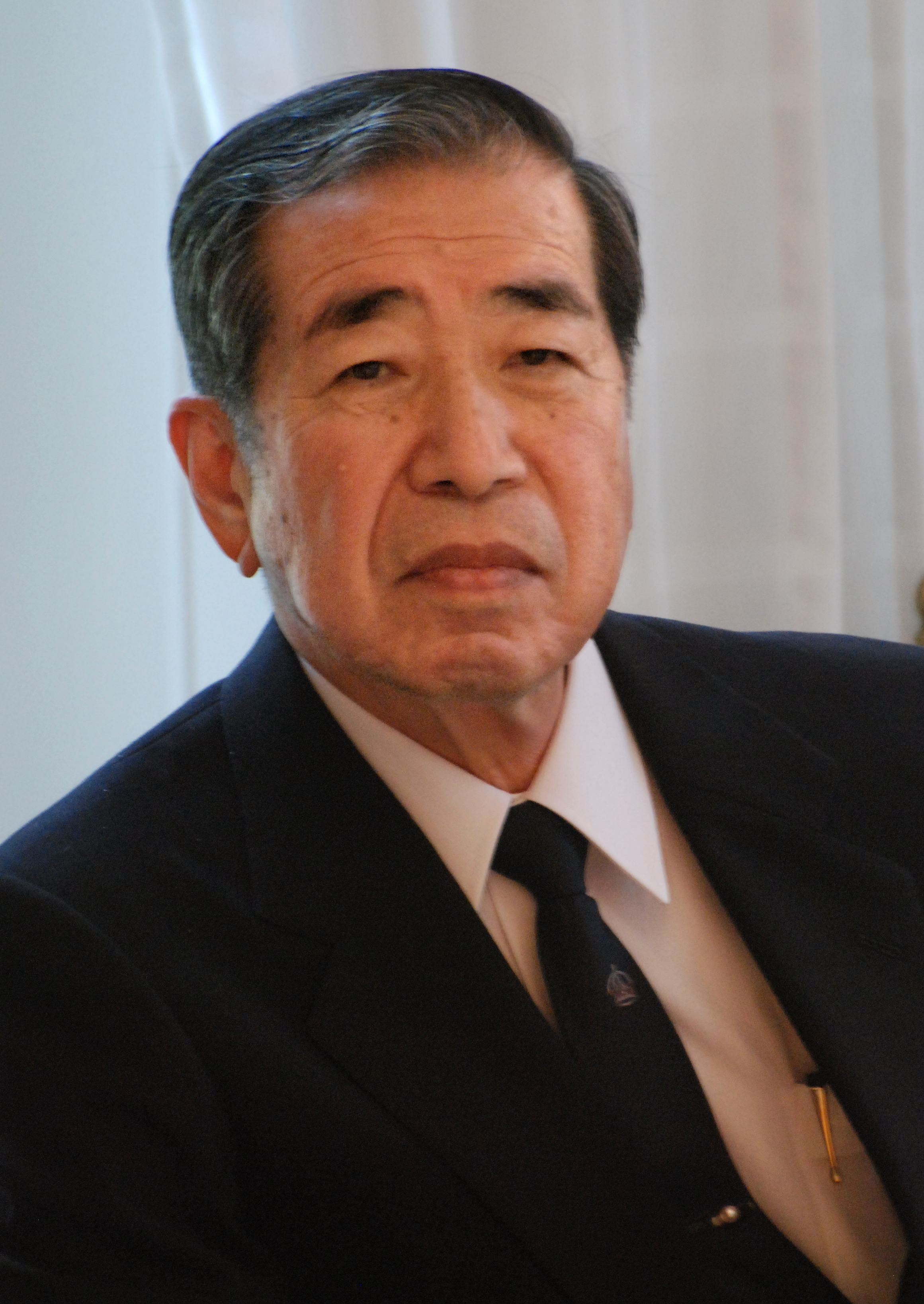
Tadamitsu Kishimoto

Tadamitsu Kishimoto (japanisch 岸本 忠三, Kishimoto Tadamitsu; * 7. Mai 1939 in Tondabayashi, Präfektur Osaka) ist ein japanischer Immunologe.

## Wirken
Kishimoto entdeckte das Interleukin-6, einen wichtigen Botenstoff des Immunsystems und tat sich durch bedeutende Leistungen auf dem Gebiet der Signaltransduktion, d. h. der Weiterverarbeitung von Signalen in Zellen, hervor.
Interleukin-6 spielt eine wichtige Rolle bei der Kommunikation zwischen verschiedenen Zellen des Immunsystems. Eine Fehlregulation der Interleukin-Ausschüttung steht im Zusammenhang mit bestimmten Immun- und Tumorerkrankungen. Kishimoto untersuchte das Interleukin-6, seinen Rezeptor und die folgende Signalkaskaden (STAT). Diese Arbeiten trugen wesentlich zum Verständnis von Zytokinen allgemein und deren Wirkungsweise bei.
Kishimoto leistete nicht nur wichtige Beiträge zur Grundlagenforschung, sondern konnte durch die Entwicklung von Antikörpern gegen Interleukin-Rezeptoren auch konkrete klinisch-therapeutische Fortschritte erzielen, d. h. einige Medikamente die bei bestimmten Immun- und Tumorerkrankungen eingesetzt werden, gehen auf seine Forschungen zurück.
Seit 2021 zählt ihn der Medienkonzern Clarivate aufgrund der Zahl seiner Zitierungen zu den Favoriten auf einen Nobelpreis (Clarivate Citation Laureates).

## Stationen
- 1964 Abschluss des Medizinstudiums in Osaka.
- 1970–1974 Arbeit am Johns Hopkins University in Baltimore.
- 1979 Berufung zum Professor an der Universität Osaka (zeitweise am Institut für Innere Medizin, zeitweise am Institut für molekulare und zelluläre Biologie).
- Von 1997 bis 2003 war er Präsident der Universität Osaka[2]

## Preise und Ehrungen
- 1982 Behring-Kitasato-Preis
- 1986 Erwin von Bälz Preis
- 1988 Takeda-Medizinpreis
- 1988 Asahi-Preis

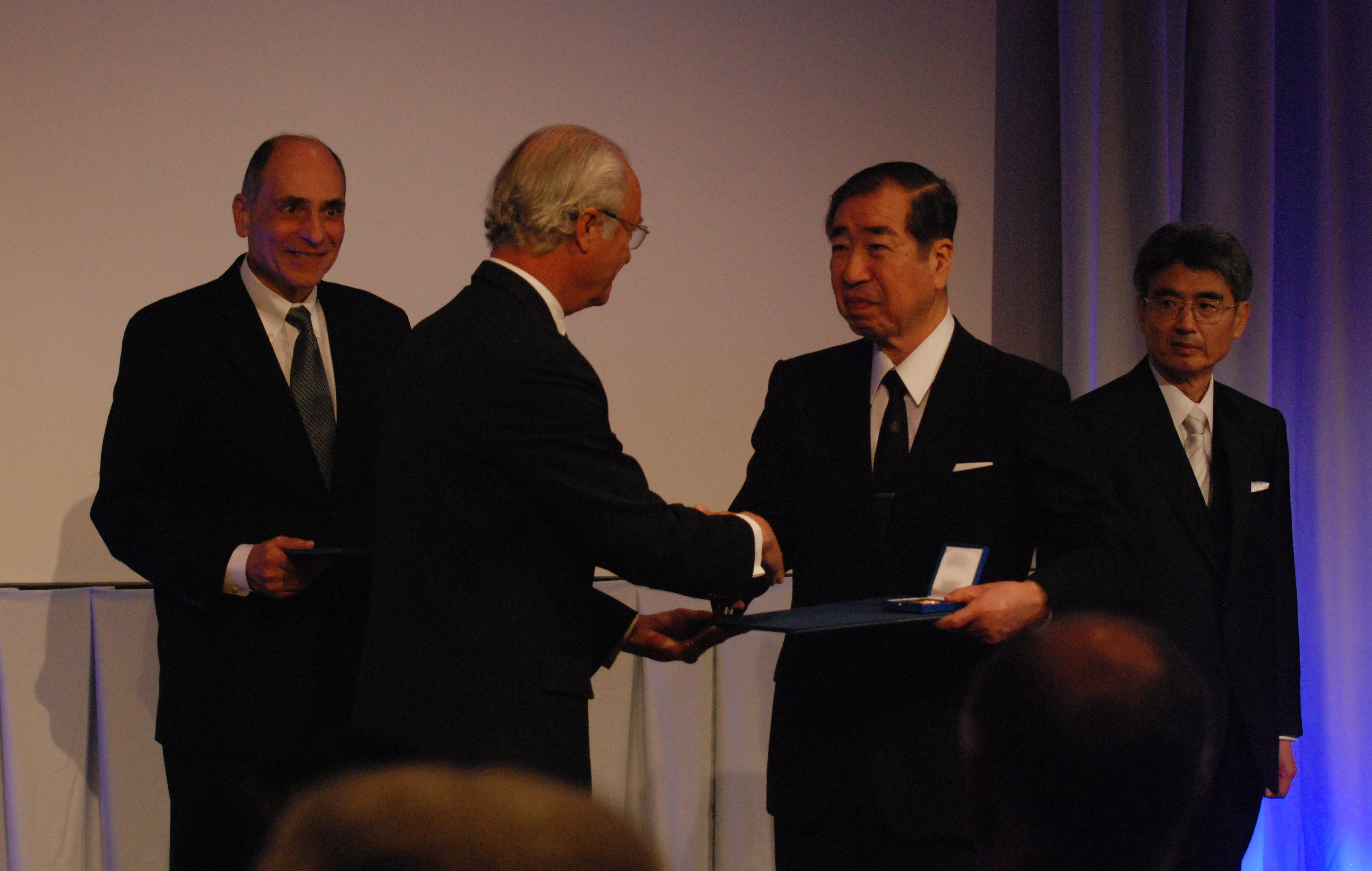
Kishimoto erhält den Crafoord-Prize

- 1990 Ernennung zum Bunka Kōrōsha, zur Person mit besonderen kulturellen Verdiensten
- 1991 Mitglied der National Academy of Sciences
- 1992 Sandoz-Preis
- 1996 Avery-Landsteiner-Preis
- 1998 Kulturorden
- 2003 Robert-Koch-Medaille in Gold
- 2005 Mitglied der Leopoldina[3]
- 2009 Crafoord-Preis
- 2011 Japan-Preis (mit Toshio Hirano)
- 2017 König-Faisal-Preis
- 2019 Keio Medical Science Prize
- 2020 Tang Prize in der Kategorie "Biopharmazeutische Forschung"[4]

## Auswahl bedeutender Veröffentlichungen
- K. Yamasaki, T. Taga, Y. Hirata, H. Yawata, Y. Kawanishi, B. Seed, T. Taniguchi, T. Hirano und T. Kishimoto: Cloning and expression of the human interleukin-6 (BSF-2/IFN beta 2) receptor. In: Science. Band 241, Nr. 4867, 12. August 1988, S. 825–828.
- S. Minamoto, K. Ikegame, K. Ueno, M. Narazaki, T. Naka, H. Yamamoto, T. Matsumoto, H. Saito, S. Hosoe und T. Kishimoto: Cloning and functional analysis of new members of STAT induced STAT inhibitor (SSI) family: SSI-2 and SSI-3. In: Biochem Biophys Res Commun. Band 237, Nr. 1, 8. August 1997, S. 79–83.
- M. Hibi, M. Murakami, M. Saito, T. Hirano, T. Taga und T. Kishimoto: Molecular cloning and expression of an IL-6 signal transducer, gp130. In: Cell. Band 63, Nr. 6, 21. Dezember 1990, S. 1149–57.
- T. Hirano, K. Yasukawa, H. Harada, T. Taga, Y. Watanabe, T. Matsuda, S. Kashiwamura, K. Nakajima, K. Koyama, A. Iwamatsu et al.: Complementary DNA for a novel human interleukin (BSF-2) that induces B lymphocytes to produce immunoglobulin. In: Nature. Band 324, Nr. 6092, 6.–12. November 1986, S. 73–76.